# 滲透戰術

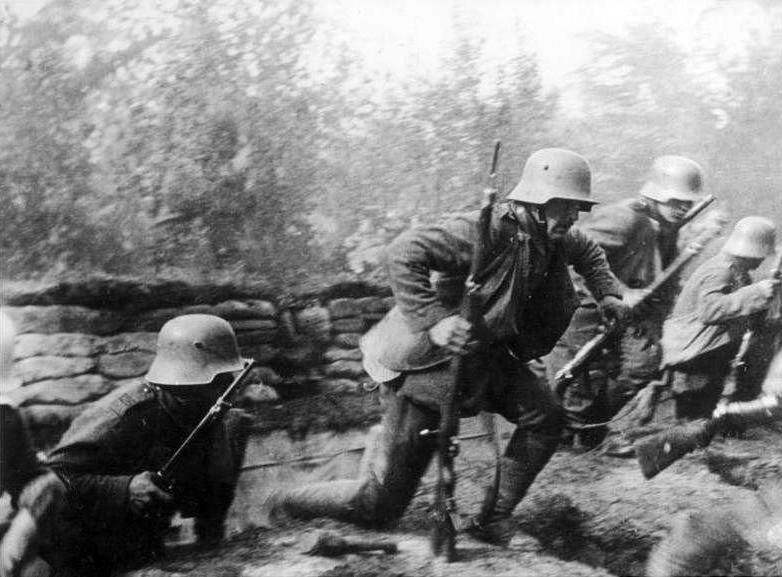
一戰期間，裝備有手榴彈的德國風暴突擊隊從戰壕中躍起，發動攻擊

滲透戰術（英語：infiltration tactics）是指在戰爭中，以小型獨立的輕步兵部隊前進到敵方的後部區域，繞過敵方的前線據點，並將敵人分隔以供後續部隊使用重武器進行攻擊的作戰方式。在此種作戰中，士兵主動發現敵人的弱點，選擇自己的路線、目標、時機和攻擊方式；這需要很高的技能和長期的訓練，並且需要輔以特種裝備和武器。
這些步兵戰術的形式可以追溯到古典時代，當時該戰略被散兵和非正規軍使用，但僅作為防禦或次要戰術。在此時期，決定性的戰場胜利是通過重步兵或重騎兵的突擊作戰取得的，通常是集體進攻對手的主要力量。到現代戰爭初期，防禦火力的不斷加強使這種戰術的成本越來越高。當塹壕戰在第一次世界大戰中發展到頂峰時，大多數此類攻擊都以失敗告終。由經驗豐富的小隊士兵進行突襲，進行秘密行動成為了普遍使用的方法，而且常常獲得成功。但這些都無法取得決定性的勝利。
滲透戰術在第一次世界大戰和第二次世界大戰初期發展緩慢，部分原因是將這些騷擾戰術轉變為決定性的進攻學說。起初，只有特種部隊接受過這些戰術的訓練，以德意志帝國的風暴突擊隊為代表。到二戰結束時，幾乎所有主要大國的正規地面部隊都接受過滲透戰術訓練，並採用了各種形式的裝備。有些部隊專門從事這方面的活動，例如突擊隊、遠程偵察巡邏隊、美國陸軍遊騎兵、空降兵和其他特種部隊和進行非正規戰爭的部隊。
作為第一次世界大戰期間的一種特種戰術，滲透戰術現在完全整合為現代機動作戰的標準組成部分，直接影響到小隊和分隊級別的基本火力和運動，因此該術語在今天幾乎沒有明確的含義。滲透戰術在訓練有限的現代戰鬥中可能不是標準的，例如在民兵或短時徵募的部隊中，或者在需要立即取得勝利的絕望攻擊中。二戰末期德國的國民擲彈兵部隊，以及同一時期日本的萬歲衝鋒便是這樣的例子。